# 电位-pH图

铁的电位-pH图。

电位-pH图，也称电势-pH图、稳定区图、普尔贝图，是表示系统的电极电势与pH关系的图，它在电化学中有很重要的意义。最早由比利时学者马塞尔·普尔贝（Marcel Pourbaix）等人在20世纪30年代使用，用于金属腐蚀问题，后应用范围逐渐扩大到电化学、分析、无机、地质科学等领域，有很强的实用性。它相当于研究相平衡时的相图，是一种电化学的平衡图。
最简单的电位-pH图只涉及一种元素的不同氧化态形态与水构成的体系，用它可以预测在具特定电位（氧还态）和pH（酸度）的水溶液体系中，某种元素稳定存在的形态和条件。现在已有数十种元素与水构成的电位-pH图汇订成册（« Atlas d'équilibres électrochimiques »，《电化学平衡图谱》），使用时十分方便。

## 电位-pH图的构建
电位-pH图的构建比较复杂，一般包括以下三步：
1. 列出有关物质的各种存在状态及其化学势值；
2. 写出相关物质之间反应的平衡关系式；
3. 画出各类反应的电位-pH图，最后汇总。

## 电位-pH图的特点
- 电位-pH图一般是以电位为纵坐标，pH为横坐标，坐标轴分别是向上和向右方向（电位和pH值增大）。
- 图上的直线称为平衡线，代表两侧的物质在此线上浓度相等。如果平衡一侧涉及固体，则需要规定相应溶液物种的浓度。
- 与pH无关而只与电位相关的反应，比如不涉及氢离子和氢氧根离子的氧化还原反应（{\displaystyle \ Fe^{2+}-e^{-}\to Fe^{3+}}），在图上以水平的平衡线表示。
- 与电位无关而只与pH相关的反应，如多数酸解离反应、氢氧化物的沉淀反应及氢氧化物沉淀在碱中溶解生成同价态物种的反应（{\displaystyle \ Al(OH)_{3}+OH^{-}\to [Al(OH)_{4}]^{-}}），在图上以竖直的平衡线表示。
- 某物种在电位-pH图上的位置靠近左上角，意味着它在偏酸性、氧化条件下的体系中稳定；位置靠近右下角，意味着它在偏碱性和还原性的体系中稳定。
- 如果有两条平衡线相交，则电位较高的那段线所代表的平衡必定是不稳定的。
- 一般地，平衡线的左方pH较低的范围内，酸性较强的物质比较稳定；平衡线的右方pH较高的范围内，酸性较弱的物质比较稳定。
- 对于酸碱反应：pH低于平衡线时，酸性态稳定；pH高于平衡线时，碱性态稳定。
- 对于氧还反应：电位高于平衡线时，氧化态稳定；电位低于平衡线时，还原态稳定。
- 对于某一平衡反应，它在电位-pH图中对应的平衡线的斜率可以表示为：{\displaystyle \ -0.059m/n}，其中 m 为平衡方程式中氢离子前的系数，n 为平衡方程式中电子前的系数。如果(+)氢离子与(+)电子处在等式两侧，则 m 与 n 符号相反。如果以 pE（{\displaystyle \ =-\log[e^{-}]}(假想)，类比于pH）为纵坐标，则斜率为 {\displaystyle \ -m/n}。
- 对于水来说，它只有在一定的电位(与pH相关)的条件下才是稳定的，电位较高时水会被氧化为氧气，较低时水则会被还原为氢气。水的电位-pH图包括下面两条斜率相同的平衡线：
  - {\displaystyle \ E_{H}={\frac {b}{2}}(2pH-\log(P_{H_{2}}))} ，298K 时 {\displaystyle \ b=-2.303{\frac {RT}{F}}=-0.0592V}，为斜率
  - {\displaystyle \ E_{O_{2}}=1.229V+{\frac {b}{4}}(4pH-\log(P_{O_{2}}))} ，b 值同上
- 水的稳定区介于上述平衡线之间。以上平衡线在画其他电位-pH图时常以虚线表示出来，表示所使用溶剂的稳定区。高于氧化线或低于还原线的物种在水中都是不稳定的。

## 参看
- 氧化物自由能图
- 元素电势图
- 自由能-氧化数图